# بيتر موريس (كاتب)
بيتر موريس (بالإنجليزية: Peter Morris)‏ هو لاعب السكرابل ‏ وكاتب أمريكي، ولد في 1962 في برمنغهام في المملكة المتحدة.